# Моток (Бакау)
Моток (рум. Motoc) насеље је у Румунији у округу Бакау у општини Панчешти. Oпштина се налази на надморској висини од 191 m.

## Становништво
Према подацима из 2002. године у насељу је живело 157 становника, од којих су сви румунске националности.